# 阿里胡颓子
阿里胡颓子（学名：Elaeagnus morrisonensis）为胡颓子科胡颓子属下的一个种。

## 扩展阅读
- 維基物種上的相關：阿里胡颓子